# Kegelove vježbe
Kegelove vježbe pomažu ojačati dno zdjelice, pripomoć su liječenju inkontinencije i oporavljaju tonus mišića nakon porođaja. Nazvane su prema dr.  Arnoldu Kegelu, ginekologu koji ih je i osmislio. Kada se osnaže mišići zdjelice bolje podržavaju uretru.
Kegelove vježbe uključuju stiskanje pubokoksigealnog mišića (isti mišić koji zaustavlja mlaz mokraće) i njegovo zadržavanje dok se sporo broji do 3. Žena se treba zatim opustiti dok izbroji do 5, a zatim ponoviti stezanje. Postupno treba povećavati zadržavanje stisnutog mišića dok se ne izbroji 10. Trebalo bi napraviti pet vježbi tri puta na dan i ostati na tome. Rezultati će biti vidljivi za šest do osam tjedana - a ti rezultati uključuju i bolji seks. Vježbe treba redovito izvoditi da bi se dobio koristan učinak. Za lakše razlikovanje tog mišića od ostalih treba pokušati zaustaviti mlaz mokraće dva do tri puta prilikom mokrenja. Međutim, kada se jednom spozna koji su to mišići, nije poželjno često zadržavati mokraću, jer to može voditi urinarnim infekcijama.
Kako taj mišić postaje jači lakše ga je razlikovati od drugih mišića u blizini koji se također grče.
Kegelove vježbe nisu učinkovite ako se stišću mišići trbuha, bedara ili stražnjice istodobno kada se stišće područje rodnice. Zapravo to samo povećava pritisak unutar trbuha i pogoršava problem.
Kako bi žena bila sigurna da ispravno vježba, treba staviti dva prsta u rodnicu, malo ih raširiti i stisnuti mišiće rodnice, ako osjeti kako se mišići oko prstiju stišću, vježba je pravilno izvedena. To su jedini mišići koje treba stiskati. Za provjeru da se ne stišću mišići trbuha istodobno kada se stišću mišići rodnice, stavi se druga ruka na donji dio trbuha kao podsjetnik da trbuh treba biti mekan i opušten. Žena može također isprobati stezanje mišića za vrijeme snošaja, tako što će stisnuti mišićima partnerov penis i koji bi u slučaju pravilno izvedene vježbe to svakako trebao osjetiti.
Postoji još lakši način izvođenja Kegelovih vježbi, a temelji se na drevnim kineskim tehnikama Taoista. Stavljaju se utezi u obliku stošca u rodnicu i koje jednostavno treba držati na mjestu po nekoliko minuta dva puta na dan. Počne se s lakšim utegom kojeg se može bez teškoća držati u rodnici jednu minutu, postupno se produžuje vrijeme do 5 minuta, zatim se prelazi na teži uteg, a na kraju se nastavlja s programom održavanja snage. Zadržavanje utega u rodnici automatski koristi i tako jača upravo one mišiće koje treba jačati.
Premda Kegelove vježbe ne liječe svaku vrstu inkontinencije, uvijek ih treba isprobati prije lijekova ili operacije.
Razvijanje snažnog pubokoksigealnog mišića povećava dotok krvi u zdjelicu, pa se i povećava otpornost na infekcije urinarnog trakta, a poboljšava se i spolni život. Smatra se da bi rodilje prvih nekoliko dana nakon porođaja trebale izvoditi te vježbe jer ublažuju postporođajnu inkontinenciju i sprječavaju spuštanje maternice.

## Vanjske poveznice
- Mame i bebe  Arhivirana inačica izvorne stranice od 15. prosinca 2005. (Wayback Machine)
- poliklinika-harni  Arhivirana inačica izvorne stranice od 8. rujna 2006. (Wayback Machine)
- Roda  Arhivirana inačica izvorne stranice od 22. ožujka 2007. (Wayback Machine)